# Williamston (Michigan)
Williamston è un comune degli Stati Uniti d'America, situato nello Stato del Michigan, nella contea di Ingham.